# Polimeria
La polimeria, detta anche interazione genica, è un meccanismo di determinazione di un carattere fenotipico da parte di più geni.

## Interpretazione molecolare
La maggior parte dei caratteri riconoscibili negli organismi è il risultato dell'azione di prodotti (molecole) finali ottenuti attraverso sequenze più o meno lunghe di processi biologici, ossia di reazioni biochimiche.
Ciascuna delle reazioni della catena è controllata da un gene, attraverso la sintesi di specifici enzimi che catalizzano le reazioni stesse.
È pertanto intuibile che il prodotto finale si ottiene solo nel caso che siano presenti contemporaneamente tutti i geni codificanti gli enzimi necessari alle varie reazioni della catena.

## Esempio
La colorazione della pelle dei mammiferi è dovuta a quantità, tipo e distribuzione del pigmenti, tra i quali il principale è la melanina.
In condizioni normali essa si deposita sotto forma di granuli nelle cellule dell'asse del pelo in crescita e nei mammiferi può essere nero-marrone (eumelanina) o giallo-rossa (feomelanina).
Il processo che porta alla formazione di melanina parte dall'amminoacido aromatico tirosina ed è composto da una lunga serie di trasformazioni chimiche, ciascuna delle quali è catalizzata da enzimi codificati da specifici geni.